# Hadiwarno (Ngadirojo)
Hadiwarno is een bestuurslaag in het regentschap Pacitan van de provincie Oost-Java, Indonesië. Hadiwarno telt 3548 inwoners (volkstelling 2010).